# فرودگاه بین‌المللی کراسکو
فرودگاه بین‌المللی کراسکو (به انگلیسی: Carrasco International Airport) (به زبان بومی: Aeropuerto Internacional de Carrasco/General Cesáreo L. Berisso) یک فرودگاه همگانی مسافربری با کد یاتا MVD است که یک باند فرود آسفالت دارد و طول باند آن ۲۲۵۰ متر است. این فرودگاه در شهر مونته‌ویدئو کشور اروگوئه قرار دارد و در ارتفاع ۳۲ متری از سطح دریا واقع شده‌است.

## شرکت‌های هواپیمایی و مقصدهای پروازی

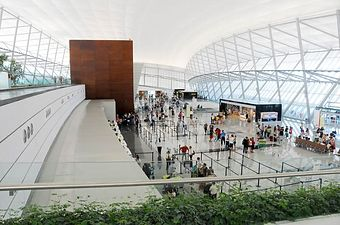
Check-in hall

### مسافری
| شرکت‌های هواپیمایی                                   | مقصدهای پروازی                                                                                     |
| --------------------------------------------------- | -------------------------------------------------------------------------------------------------- |
| ارولینیاس آرژانتیناس                                | محله هوایی یورگ نوبری                                                                              |
| ارولینیاس آرژانتیناس اجرا توسط اوسترال لینئاس آئراس | محله هوایی یورگ نوبری، مینیسترو پیستارینی                                                          |
| ایر اروپا                                           | مادرید-باراخاس                                                                                     |
| ایر فرانس                                           | مینیسترو پیستارینی، شارل دوگل پاریس (پایان هردو در ۲۸ اکتبر ۲۰۱۷)                                  |
| Amaszonas اجرا توسط Amaszonas Paraguay              | سیلویو پتیروسی                                                                                     |
| Amaszonas اجرا توسط Amaszonas Uruguay               | سیلویو پتیروسی، محله هوایی یورگ نوبری، اینگنیرو ارناوتیکو امبرسیو تاراولا (Begins 24 August, 2017) |
| امریکن ایرلاینز                                     | میامی                                                                                              |
| اویانکا                                             | ال دورادو                                                                                          |
| اویانکا پرو                                         | خورخه چاوز                                                                                         |
| آزول برزیلین ایرلاینز                               | سلگدو فیلهو                                                                                        |
| کوپا ایرلاینز                                       | توکومن                                                                                             |
| گول ایر ترنسپورت                                    | ریکایف، ریو دوژانیرو گالیائو، دپوتادو لوئیس ادواردو مگاهاس، سائو پائولو گوارولوس                   |
| ایبریا ایرلاین                                      | مادرید-باراخاس                                                                                     |
| تام ایرلاینز                                        | ریو دوژانیرو گالیائو، سائو پائولو گوارولوس                                                         |
| لان ایرلاینز                                        | کومودورو ارتورو مرینو بنیتز                                                                        |
| لان پرو                                             | خورخه چاوز                                                                                         |
| اسکای ایرلاین                                       | کومودورو ارتورو مرینو بنیتز                                                                        |

### باری
| شرکت‌های هواپیمایی             | مقصدهای پروازی                                                        |
| ----------------------------- | --------------------------------------------------------------------- |
| Centurion Air Cargo           | میامی                                                                 |
| فلوریدا وست اینترنشنال ایرویز | میامی                                                                 |
| LAN Cargo                     | میامی، کومودورو ارتورو مرینو بنیتز                                    |
| لوفت‌هانزا کارگو               | مینیسترو پیستارینی، ویراکوپوس-کامپیناس، فرانکفورت، لئوپولد سدار سنگور |
| Avianca Cargo                 | ال دورادو، خوزه ماریا کوردوا                                          |